# Villa Fabbricotti (Livorno)

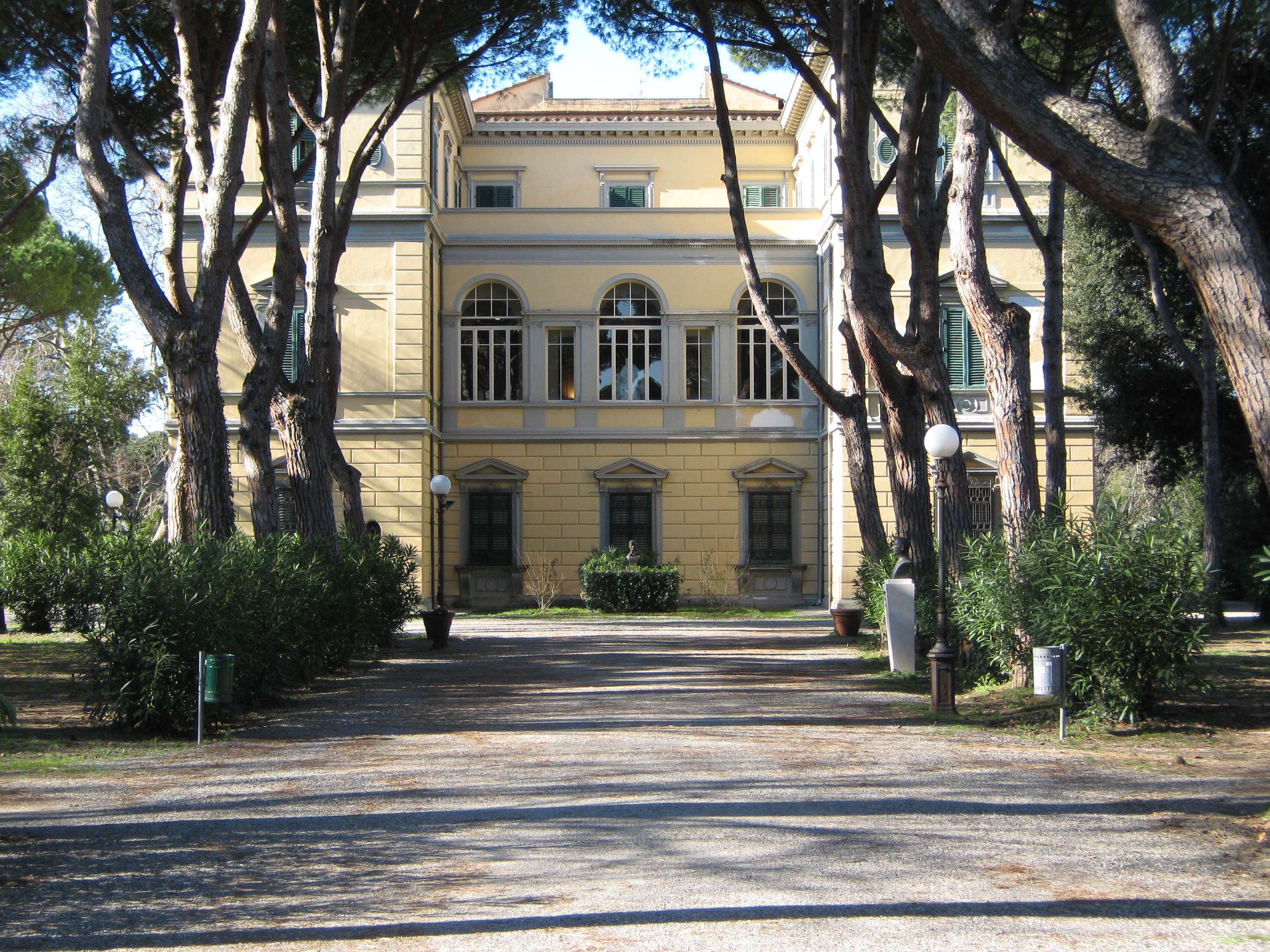
Facciata posteriore della villa

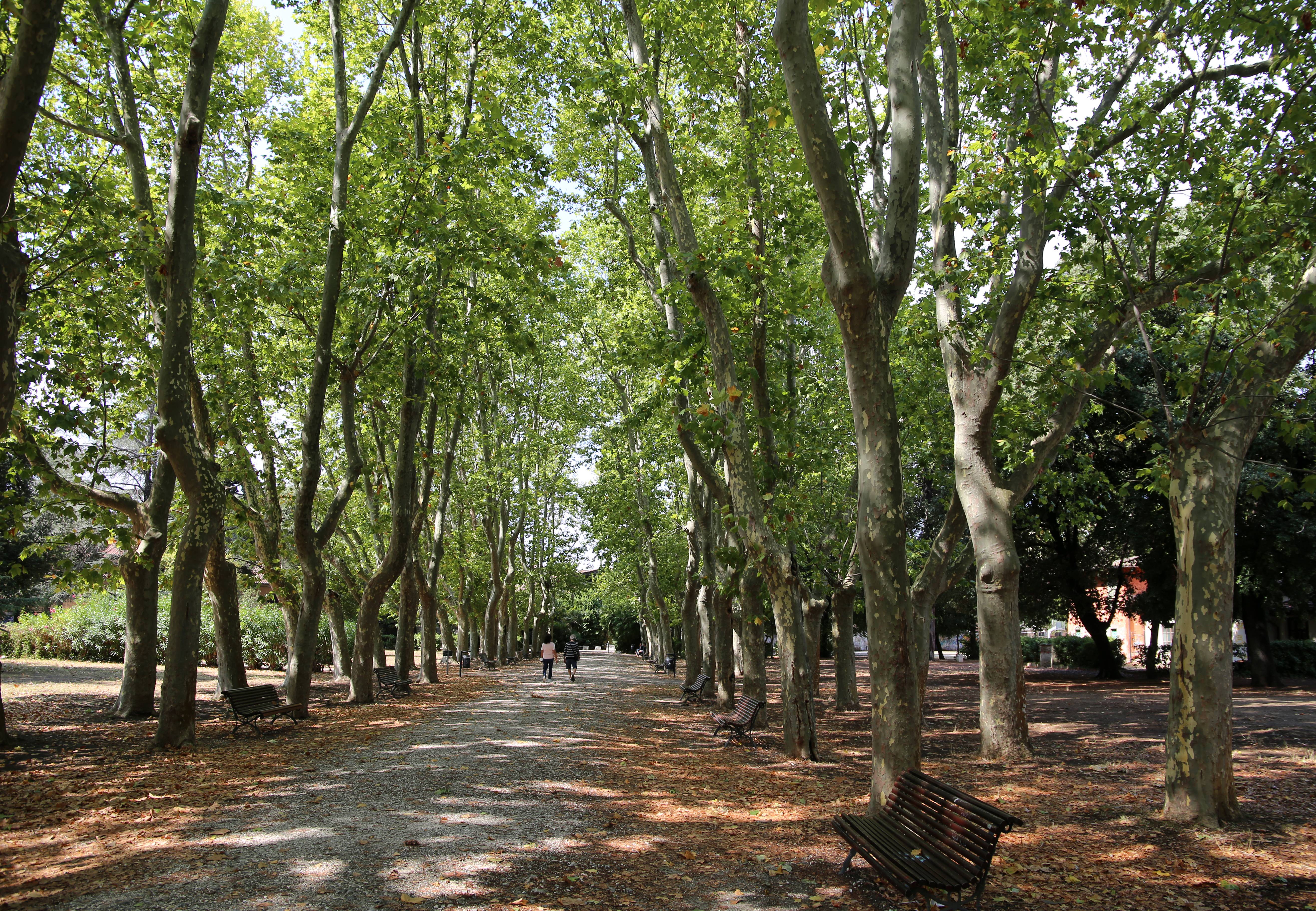
Il parco col viale di platani

Villa Fabbricotti a Livorno si trova in viale della Libertà, 30. È sede principale della Biblioteca Labronica.

## Storia
La villa, d'origine medicea, nacque probabilmente per volontà di Ferdinando de' Medici come residenza extraurbana. Dopo una serie di passaggi di proprietà, Bernardo Fabbricotti l'acquistò nel 1881 dal signor Tommaso Lloyd. Il nuovo proprietario la fece ampliare e trasformare secondo il progetto dell'architetto Vincenzo Micheli, il quale si occupò anche della sistemazione del parco.
L'accesso alla proprietà avveniva originariamente attraverso l'ingresso monumentale di via Roma, affiancato dalle scuderie e dalle casette della servitù e successivamente dai due ingressi di piazza della Barriera Maremmana (attuale piazza Matteotti) e di viale della Libertà: con i loro cancelli, sormontati da ornamentali vasi di marmo, introducevano solennemente alla villa. Viali lussureggianti s'incrociavano circondando prati fioriti alla cui manutenzione erano addetti i giardinieri che si occupavano anche della serra e del vivaio. Tra le essenze presenti si ricordano pini, lecci, tigli, platani, palme, magnolie, eucalipti, cedri, ficus e cipressi.
Furono costruiti una grandiosa cavallerizza ed un teatrino, con annessa pista di pattinaggio, per lo svago della famiglia. Il parco fu ornato di statue e di busti per onorare personalità insigni e ricordare al tempo stesso i momenti più significativi della storia.
Nel 1936 i Fabbricotti furono costretti a vendere la proprietà al Comune di Livorno: questa allora comprendeva la villa due case coloniche, l'alta torre ad uso di deposito dell'acqua (demolita negli anni sessanta) con relativi annessi e il vasto parco, per un'estensione di circa 27 ettari, poi drasticamente ridotto per fare spazio al nuovo quartiere circostante (dell'antico parco sopravvivono solo i viali di accesso (via Accademia Labronica ad est, viale dei Pini a sud, via Bartolena a nord). Durante la guerra l'immobile fu sede del comando tedesco e poi di quello americano, subendo ingenti danni. Oggi la villa è sede della Biblioteca Labronica.

## Descrizione

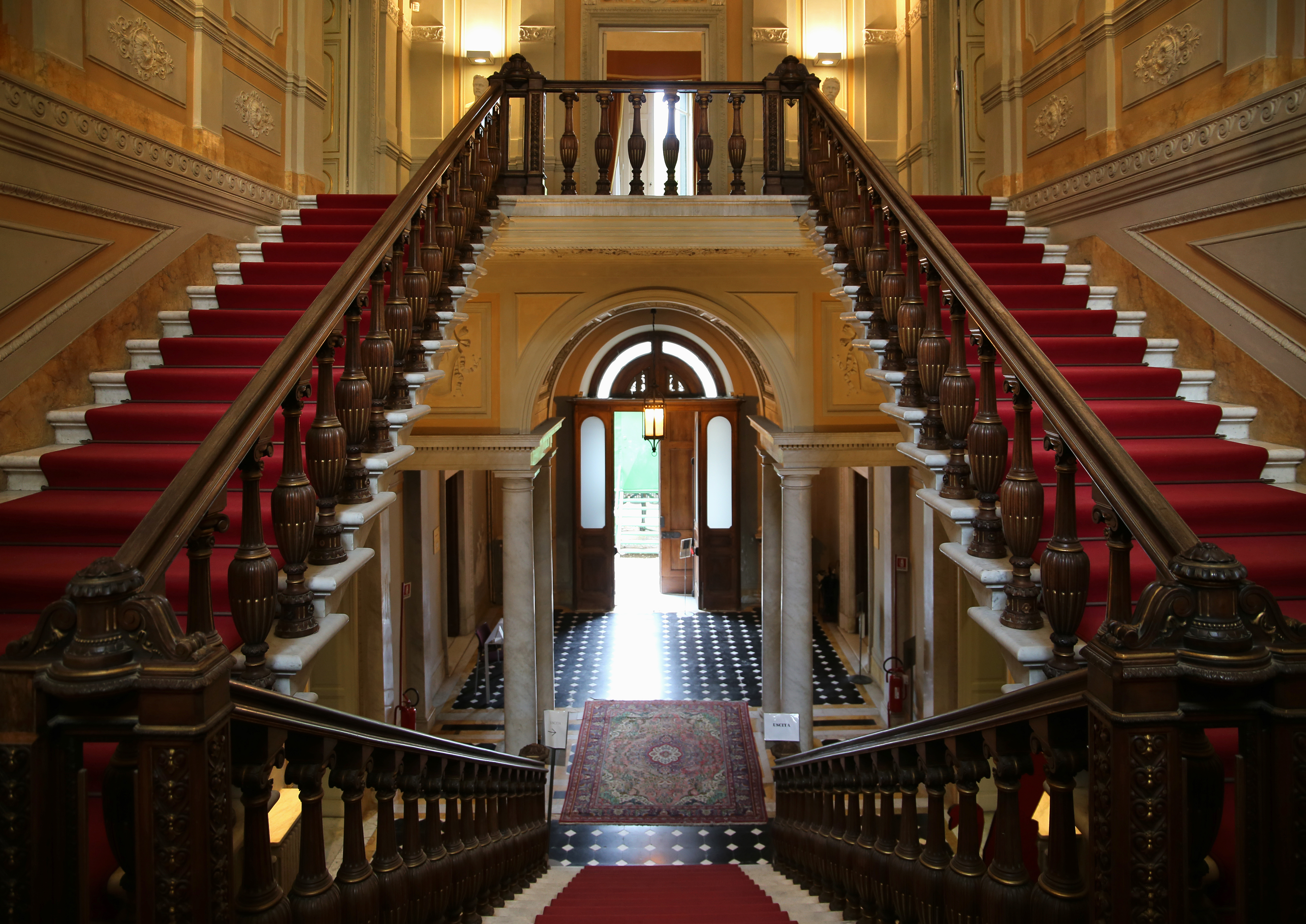
La scalinata

La villa riprende i temi dell'architettura rinascimentale e rimanda al disegno di un'altra struttura labronica: Villa Mimbelli, anch'essa progettata da Vincenzo Micheli.
L'esterno è caratterizzato da alcune serliane e da ampi finestroni a tutto sesto che alleggeriscono la cortina muraria, mentre l'interno si articola attorno ad uno scalone monumentale a doppia rampa.
Al primo piano è collocata la scultura Madre educatrice, di Paolo Emilio Demi: il modello in gesso fu esposto nel 1836 all'Accademia di Belle Arti di Firenze ed entro il 1846 l'opera fu scolpita in marmo, anche se rimase incompiuta in alcune sue parti. Dapprima fu ospitata nella chiesa del Soccorso e nel 1865 fu trasportata nell'Asilo Grabau; nel 1950, dopo essere stata dotata di un nuovo piedistallo, fu spostata nella Villa Fabbricotti.

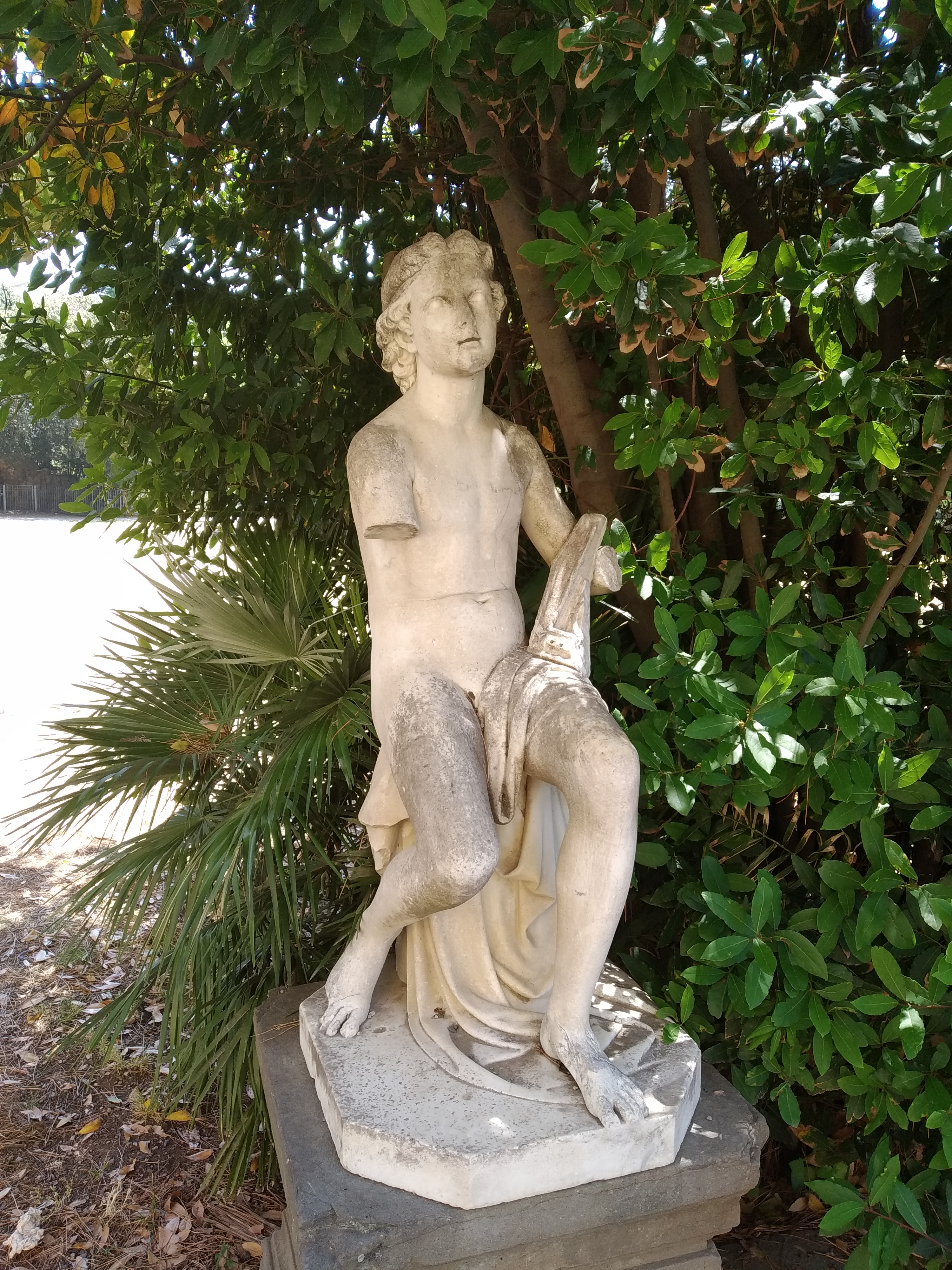
Il Genio della Musica di Giovanni Paganucci

Inoltre, nel parco della villa si trovano numerose opere scultoree, come una scultura di Giovanni Paganucci e il monumento a Alfredo Jeri, di Antonio Vinciguerra. Dalla facciata del distrutto palazzo Balbiani, ubicato in via Grande, provengono alcuni busti dei granduchi di Toscana. Nel parco, per oltre mezzo secolo, fu collocata anche la statua di Giovanni Fattori che in origine si innalzava tra piazza della Repubblica e il Cisternino di città: realizzata nel 1925 da Valmore Gemignani, nel dopoguerra fu trasferita nel parco della villa, per ritornare nel sito originario solo nell'estate del 2008. Nel medesimo anno furono avviati i lavori di trasferimento al sito originario di alcuni dei marmi che, prima della seconda guerra mondiale, ornavano la chiesa armena di San Gregorio Illuminatore, i cui resti furono in gran parte demoliti negli anni cinquanta; tuttavia, l'operazione di trasferimento fu solo parziale e, ad oggi, molti altri pezzi di marmo e statue giacciono ancora nel parco della villa.
Nell'area verde è collocata anche una fontana di Luigi Brizzolara, in gran parte danneggiata, proveniente dalla demolita villa Attias.
Vi si trovano inoltre una statua dell'imprenditore Gustavo Corridi, opera di Vincenzo Cerri, proveniente dalla pericolante cappella di Sant'Edoardo e un busto dedicato al pittore livornese Giovanni Bartolena. 
Successivamente, nel 2012, è stato collocato un busto in memoria di Mario Borgiotti, artista fondamentale del Gruppo Labronico, realizzato dal pittore e scultore Massimo Lomi, nipote del post-macchiaiolo Giovanni, anch'esso omaggiato di un busto all'interno della villa.
Nel 2018 è stata inaugurata la statua del cane Snoopy, a testimonianza della sua vicenda, che lo vide ucciso a Livorno il 4 agosto 2015 da un colpo di carabina mentre si trovava sul terrazzo della propria abitazione; essa vuole sensibilizzare l'uomo sul tema della violenza sugli animali.